# Peter Milward
Peter Milward, né le 12 octobre 1925 à Londres et mort le 16 août 2017 à Tokyo, est un prêtre jésuite, professeur émérite de littérature anglaise à l'Université Sophia de Tokyo, où il a été directeur d'un centre d'études de la Renaissance et où il a mené des recherches sur la littérature anglaise de la Renaissance. Ses principales publications traitent de l'œuvre de William Shakespeare et de Gerard Manley Hopkins.

## Publications

### Littérature de la Renaissance
- Shakespeare's Religious Background. Bloomington : Indiana University Press, 1973.  (ISBN 0253352002)[2].
- "Teaching Shakespeare in Japan", Shakespeare Quarterly 25:2 (1974), pp. 228-233.
- "The Jewel-Harding Controversy", Albion 6:4 (1974), pp. 320-341.
- Biblical Themes in Shakespeare. Renaissance Monographs 3. Tokyo : Renaissance Institute, Sophia University, 1975.
- An Anthology of Medieval Thinkers: Prolegomena to Medieval and Renaissance Literature. Renaissance Monographs 7. Tokyo : Renaissance Institute, Sophia University, 1975.
- Religious Controversies of the Elizabethan Age : A Survey of Printed Sources. With a foreword by G.R. Elton. Lincoln, NE, and London : University of Nebraska Press, 1977.  (ISBN 0803209231)[3].
- Religious Controversies of the Jacobean Age: A Survey of Printed Sources. Lincoln, NE, and London : University of Nebraska Press, 1978.  (ISBN 0803230583).
- The Catholicism of Shakespeare's Plays. Tokyo : Renaissance Institute, Sophia University, 1997. Réédité : Southampton : Saint Austin Press, 1997.  (ISBN 1901157105).
- Shakespeare's Apocalypse. Saint Austin Literature & Ideas series. London : Saint Austin Press, 2000.  (ISBN 1901157326).
- "Shakespeare's Secular Bible: A Modern Commentary", Logos: A Journal of Catholic Thought and Culture 4:3 (2001), pp. 108-114.
- Shakespeare's Meta-drama: Hamlet and Macbeth. Renaissance Monographs 30. Tokyo : Renaissance Institute, Sophia University, 2003.
- Shakespeare's Meta-drama: Othello and King Lear. Renaissance Monographs 31. Tokyo : Renaissance Institute, Sophia University, 2003.
- Shakespeare the Papist. Ann Arbor, MI : Sapientia Press, 2005.  (ISBN 193258921X).

### Littérature contemporaine
- A Commentary on G. M. Hopkins' "The Wreck of the Deutschland". Tokyo : Hokuseido Press, 1968.

Réédité : Lewiston : E. Mellen Press, 1991.  (ISBN 0889465843).
- A Commentary on the Sonnets of G.M. Hopkins. Tokyo: Hokuseido Press, 1969.

Réédité : London : C. Hurst, 1970.
Réédité : Chicago : Loyola University Press, 1985.  (ISBN 0829404945).
- Landscape and Inscape: Vision and Inspiration in Hopkins's Poetry. London : Elek, 1975.  (ISBN 0236400002).
- The Heart of Natsume Soseki: first impressions of his novels; with notes by Kii Nakano. Tokyo: Azuma Shobo, 1982.
- A Challenge to C. S. Lewis. London : Associated University Presses, 1995.  (ISBN 0838635687).
- A Lifetime with Hopkins. Ave Maria : Sapientia Press, 2005.  (ISBN 1932589228).

### Autres
- Christian Themes in English Literature. Tokyo: Kenkyusha, 1967.

Réédité : Folcroft: Folcroft Press, 1970.
- Fortunate Failures: an Autobiography of Error. Azuma Shobo, 1975.
- Oddities in Modern Japan: Observations of an Outsider [Nihonjin no Nihon shirazu]. Tokyo: Hokuseido Press, 1980.
- The Bible as Literature. Tokyo: Kenkyusha, 1983.  (ISBN 4327420344).
- An Encyclopaedia of Flora and Fauna in English and American Literature. Lewiston, N.Y., and Lampeter: Edwin Mellen Press, 1992.  (ISBN 0773495398).
- The Simplicity of the West. London : Saint Austin Press, 2005.  (ISBN 1901157954).
- What is a University?. London : Shepheard-Walwyn, 2006.  (ISBN 0856832332).